# 天主教余江教区
天主教餘江教區（拉丁語：Dioecesis Iüchiamensis）是天主教在中國東南江西省東部設立的一個教區，屬於江西教省。

## 概況
1946年4月11日，聖座在中國設立聖統制，餘江宗座代牧區升格為餘江教區，屬於江西教省。
1949年，餘江教區信徒人數為22,256人、62個堂區、52位司鐸（20位教區司鐸、32位修會司鐸）。現時教區信徒人數約為80,000人。教區管轄江西省的鷹潭市、上饒市、景德鎮市和撫州市部分地區。教座位於江西省鷹潭市餘江縣的聖類斯主教座堂。現任教區正權主教為彭衛照。

### 附屬事業
現時，在教區內設有中學2所、小學10所、孤兒院1所、養老院2所、盲啞收容所1和診療所5個。

## 历史
1885年8月28日，聖座把江西宗座代牧區一分為二，成立江西北境宗座代牧區及江西東境宗座代牧區。江西東境宗座代牧區由遣使會法國籍會士負責管理，教座設在撫州，管轄江西省撫州府、饒州府及廣信府等府，和安當主教出任首任宗座代牧。 
1920年8月25日，聖座將江西東境宗座代牧區以教座所在地撫州，更名為撫州宗座代牧區，田烈諾主教繼續出任撫州宗座代牧。1921年6月1日，撫州宗座代牧區教座遷到餘江縣，且更名為余江宗座代牧區。 
1932年11月29日，聖座從余江宗座代牧區劃出江西省的南部南城縣及部分地區，成立建昌府宗座監牧區，由聖高隆龐外方傳教會會士負責管理。
1946年4月11日，聖座宣佈在中國正式建立聖統制，將餘江宗座代牧區升格為餘江教區，屬於江西教省，光一幸主教出任教區正權主教。
1949年10月1日，中國共產黨在中國大陸地區建立中華人民共和國，並開始針對天主教進行宗教迫害及打壓，教會已經無法正常功能。1951年，餘江縣人民政府在人民廣場召開萬人大會，控訴光一幸主教和另外二位美國籍神父，並將他們驅逐出境。其後，其他外籍傳教士先後被捕和驅逐出境，而需要由中國本地神父繼續管理教區內的教務。
1958年，由中國政府控制的組織中國天主教友愛國會未經聖座准許，擅自將南城教區併入余江教區，且自選自聖黃曙為余江教區主教。1966年至1979年文化大革命期間，教區內的所有宗教活動停止。1980年代初，教區逐步恢復宗教活動。1980年後，江西全省各教區合併為江西教區。。
1988年，曾景牧獲教宗任命為余江教區正權主教，並於1990年由地下教會秘密晉牧，但中國政府一直未有承認。2012年，曾景牧主教獲教宗准許榮休，並由彭衛照神父出任余江教區宗座署理。於2014年4月10日，彭衛照由地下教會秘密晉牧成為余江教區正權主教。
2017年，吉安北門天主堂被強佔，教友為維護教產，被當地政府動用的逾百身穿制服的城管打傷，導致多位八旬老教友流血入院。最後當局歸還教堂給教會；消息亦指當局願意就賠償談判，但有教友擔心不會談判成功。

## 教堂及朝聖地
余江圣类斯主教座堂
錦江聖類斯主教座堂又稱為錦江天主堂，位於城東沖虛山，於1919年至1922年期間興建，由美國舊金山聖瑪利教堂提供經費，1922年竣工。主教座堂所在地區佔地面積約2.5萬平方米，建築面積6000平方米。主要建築物有主教座堂、主教公署、主教府、大禮堂、培德女子中學等17幢建築物。大多建築物為磚木結構，羅馬建築風格為主的中西合璧建築，主教座堂長24米，寬13米，高12米，紅石石柱的哥特式建築。文化大革命期間被破壞和佔用，1980年代進行修復。1987年12月，主教座堂被列為江西省文物保護單位。
撫州聖若瑟堂
聖若瑟堂位於江西省撫州市文昌橋東的靈芝山路，建於1908年，1918年竣工。聖堂採用哥德式建築，共有六座塔樓，正面為鐘樓，整個建築用青磚、紅石、白麻石精工砌築而成。二戰抗日戰爭期間遭到日軍轟炸。1951年秋，美籍神父黃克愛被驅逐出境。1966年文化大革命開始，教堂內的祭台和聖像全部被砸。聖堂先後被工廠和學校佔用，建築嚴重損壞。1985年至1987年期間進行修復。1987年12月8日，舉行隆重的復堂儀式。

## 歷任主教

### 江西東境宗座代牧
- 和安當主教,C.M.（1885年7月11日-1912年6月2日）：法國籍[8]
- 田烈諾主教,C.M.（1912年8月19日-1920年8月25日）：法國籍[9]

### 撫州宗座代牧
- 田烈諾主教,C.M.（1920年8月25日-1921年6月1日）：法國籍

### 餘江宗座代牧
- 田烈諾主教,C.M.（1921年6月1日-1928年1月5日）：法國籍
- 徐安慶主教,C.M.（1929年2月4日=1933年9月9日）：美國籍[10]
- 高其志主教,C.M.（1934年12月10日-1938年11月3日）：美國籍[11]
- 教座從缺（1938年-1940年）
- 光一幸主教,C.M.（1940年5月28日-1946年4月11日）：美國籍[12]

### 餘江主教
- 光一幸主教,C.M.（1946年4月11日-1960年3月12日）：美國籍 
  - 黃曙神父（1958年10月9日-1970年）：自選自聖，未狻聖座承認。[13]
- 教座從缺（1960年-1988年）
- 曾景牧主教,O.P. （1988年-2012年）：1990年秘密晉牧，中國政府未承認。[14][15][16][17]
- 宗座署理彭衛照神父（2012年-2014年）
- 彭衛照主教（2014年4月10日-現任）：秘密晉牧，2022年被愛國會任命為江西教區輔理主教。[18][19][20][21][22][23]